# Събудих се на 30
„Събудих се на 30“ (на английски: 13 Going on 30) е американска романтична комедия от 2004 г., с участието на Дженифър Гарнър.

## Преглед
Внимание:  Текстът по-долу разкрива сюжета на произведението (или части от него)!
Джена Ринк (в ролята Дженифър Гарнър) е типична тийнейджърка, която желае повече от всичко да стане голяма. На нейния 13-годишен рожден ден тя си пожелава да порасне бързо и да се измъкне от ужасното си настояще. Нейното желание се осъществява с малко вълшебен прашец и на следващия ден тя се събужда красива и успяла жена на 30 години, която има всичко, за което е мечтала като малка – луксозен апартамент в Ню Йорк, много дрехи, известни познати, страхотна работа и атлетичен приятел. Но разбира, че това не е точно каквото иска, защото няма приятели, в работата е ужасен колега, загубила е връзка с родителите си, а нейният най-добър приятел от детството ще се жени за друга жена. Сега, тя трябва да се опита сама да направи магия и да построи живота си наново.

## Дублаж
На 19 април 2009 г. Нова ТВ излъчи филма с български дублаж за телевизията. Дублажът е от Арс Диджитал Студио, чийто име не се споменава. Екипът се състои от:
| Преводач            | Веселина Александрова                                                   |
| Режисьор на дублажа | Венета Маринова                                                         |
| Тонрежисьор         | Михаил Михайлов                                                         |
| Озвучаващи артисти  | Христина Ибришимова Ани Василева Татяна Захова Борис Чернев Васил Бинев |